# Trussardi
Trussardi er et italiensk modehus, der blev grundlagt i 1911. Det producerer og sælger luksusvarer som beklædning og accessories. Virksomheden begyndte som en producent af læderhandsker, men udvidede senere sin produktlinje til også at omfatte andre lædervarer i 1970, efter Nicola Trussardi overtog firmaet fra sin onkel. I 1980'erne begyndte firmaet også at producere ready-to-weartøj samt parfume og jeans. I 1990'erne blev Trussardi-produkter solgt internationalt og de største markede var Italien og Japan.